# TMEM25
TMEM25 (англ. Transmembrane protein 25) – білок, який кодується однойменним геном, розташованим у людей на короткому плечі 11-ї хромосоми. Довжина поліпептидного ланцюга білка становить 366 амінокислот, а молекулярна маса — 39 285.
| 10         |  | 20         |  | 30         |  | 40         |  | 50         |
| ---------- |  | ---------- |  | ---------- |  | ---------- |  | ---------- |
| MALPPGPAAL |  | RHTLLLLPAL |  | LSSGWGELEP |  | QIDGQTWAER |  | ALRENERHAF |
| TCRVAGGPGT |  | PRLAWYLDGQ |  | LQEASTSRLL |  | SVGGEAFSGG |  | TSTFTVTAHR |
| AQHELNCSLQ |  | DPRSGRSANA |  | SVILNVQFKP |  | EIAQVGAKYQ |  | EAQGPGLLVV |
| LFALVRANPP |  | ANVTWIDQDG |  | PVTVNTSDFL |  | VLDAQNYPWL |  | TNHTVQLQLR |
| SLAHNLSVVA |  | TNDVGVTSAS |  | LPAPGLLATR |  | VEVPLLGIVV |  | AAGLALGTLV |
| GFSTLVACLV |  | CRKEKKTKGP |  | SRHPSLISSD |  | SNNLKLNNVR |  | LPRENMSLPS |
| NLQLNDLTPD |  | SRAVKPADRQ |  | MAQNNSRPEL |  | LDPEPGGLLT |  | SQGFIRLPVL |
| GYIYRVSSVS |  | SDEIWL     |  |            |  |            |  |            |

A: Аланін

C: Цистеїн

D: Аспарагінова кислота

E: Глутамінова кислота

F: Фенілаланін

G: Гліцин

H: Гістидин

I: Ізолейцин

K: Лізин

L: Лейцин

M: Метіонін

N: Аспарагін

P: Пролін

Q: Глутамін

R: Аргінін

S: Серин

T: Треонін

V: Валін

W: Триптофан

Задіяний у такому біологічному процесі, як альтернативний сплайсинг. 
Локалізований у клітинній мембрані, мембрані.
Також секретований назовні.